# Falkenstein (Sächsische Schweiz)
Der Falkenstein ist einer der beeindruckendsten freistehenden Felsen in der Sächsischen Schweiz in Sachsen. Er befindet sich bei Bad Schandau in den Schrammsteinen, denen er vorgelagert ist. Der gewaltige Fels ist fast einhundert Meter hoch und besteht aus Sandstein. Im Mittelalter befand sich auf dem Falkenstein eine Burgwarte – noch heute sind in den Fels gehauene Stufen und Balkenfalze sichtbar.

## Geschichte
Wahrscheinlich seit Mitte des 14. Jahrhunderts wurde der Falkenstein als Burgwarte ausgebaut und genutzt. Er gehörte wie fast die ganze rechtselbische Sächsische Schweiz zur Herrschaft Hohnstein mit Sitz in der Burg Hohnstein, die das böhmische Adelsgeschlecht der Berka von Dubá 1353 von Kaiser Karl IV. als böhmisches Lehen erhalten hatte.
1409 teilte Hinko von der Duba die Herrschaft unter seinen fünf Söhnen auf. Der Falkenstein ging als Teil der neuen Herrschaft Wildenstein an seinen Sohn Heinrich. Dieser richtete seinen Herrschaftssitz in der Burg auf dem Neuen Wildenstein ein. Zur Herrschaft gehörten außer den umliegenden Dörfern und Städten neben dem Falkenstein auch weitere Burgwarten, bspw. auf dem Rauschenstein und dem Frienstein. Ab etwa 1425 lag Heinrich von der Duba wiederholt in Fehde mit dem Oberlausitzer Sechsstädtebund und den sächsischen Kurfürsten. Seine Neffen, die die Herrschaft um 1435 erbten, führten die Fehden weiter und überfielen als Raubritter Dörfer und Kaufmannszüge. Im direkten Umfeld des Falkensteins gab es allerdings mit Ausnahme der Elbe keine Handelswege. Ein alter Verbindungsweg von Postelwitz nach Sebnitz gab der Burgwarte bei diesen Fehden eine strategische Bedeutung und Zugang zur Elbe wie dem Kirnitzschtal. Ebenso sicherte sie den Zugang von der Elbe zur Burg Wildenstein.
Kurfürst Friedrich II. belagerte schließlich ab Herbst 1439 die Berken auf dem Wildenstein, um den Fehden ein Ende zu setzen. Wahrscheinlich wurde die Burgwarte auf dem Falkenstein während dieses Kriegszugs zerstört. Die Berken willigten schließlich 1451 in einen Tausch der Herrschaft Wildenstein gegen einen Teil der Herrschaft Schluckenau in Böhmen ein. Damit ging auch der Falkenstein endgültig in sächsischen Besitz über. Im 1456 angelegten Burgenverzeichnis gehörte der Falkenstein bereits zu den als verfallen bezeichneten Burgwarten.
1543 und 1547 wird der Fels als Teil der zu Hohnstein gehörenden Forstwälder genannt. Als „bloß und hoch“ beschreibt ihn die 1592 von Matthias Oeder erstellte Karte der Ersten Kursächsischen Landesaufnahme. Während des Dreißigjährigen Kriegs versteckten sich Bewohner der umliegenden Orte am Falkenstein, wovon noch verwitterte Inschriften, unter anderem die Jahreszahl „1631“, zeugen.
Der naturkundlich interessierte Pfarrer Wilhelm Leberecht Götzinger beschrieb den Felsen 1804 als unzugänglich und nur über Leitern ersteigbar. Er schlug 1812 die Einrichtung und Sicherung eines für Touristen nutzbaren Aufstiegs vor, was von der sächsischen Forstverwaltung aufgrund der hohen Kosten abgelehnt wurde. In den Folgejahren wird gelegentlich von Besteigungen berichtet, ohne dass genauere Namen und Daten genannt werden.
Im Jahr 1864 schlug am Falkenstein mit der Besteigung durch Schandauer Turner über den noch heute so genannten Turnerweg die Geburtsstunde des Sächsischen Kletterns. Nach längeren Vorbereitungen bestiegen Gustav Tröger, Ernst Fischer, J. Wähnert und H. Frenzel, alles Mitglieder des 1847 gegründeten Männer-Turnvereins zu Schandau, den Gipfel. Sie errichteten eine Fahnenstange auf dem Gipfel und brachten daran drei Fahnen an. Tröger veröffentlichte einen Bericht dazu am 2. April 1864 in den Dresdner Nachrichten. Die Turner verwendeten dabei noch künstliche Hilfsmittel, die nach den heutigen Regeln nicht zulässig sind. Dennoch gilt diese erste nachweisbare neuzeitliche Besteigung aufgrund ihrer primär sportlichen Motive als Anfang des Klettersports in der Sächsischen Schweiz. Eine weitere Besteigung durch Dresdner Turner ist für 1868 belegt, da diese ihre Namen im Ausstiegsbereich in den Fels einschlugen. Ebenfalls durch eingeschlagene Namen dokumentiert ist eine Besteigung aus dem Jahr 1871. 1878 folgte anlässlich der Silberhochzeit des sächsischen Königspaars ein Aufstieg mit Leitern durch vier Mitglieder der Schandauer Sektion des Gebirgsvereins für die Sächsische Schweiz, die auf dem Gipfel ein Höhenfeuer entzündeten. Erneut kamen danach Pläne zur Schaffung eines allgemein zugänglichen Aufstiegs auf, die ebenfalls an Geldmangel scheiterten.
Als Gipfelzeichen wurde Ende 1894 eine Wetterfahne in Form eines Falken auf dem Falkenstein montiert. Bereits 1903 musste die Fahne nach Beschädigungen repariert werden. 1929 verschwand der Falke, dessen Existenz wiederholt als Verschandelung kritisiert worden war, vom Gipfel. Ein Jahr später wurde die Metallfigur durch Zufall in einer Felsspalte entdeckt. Zunächst blieb sie im Besitz eines Kletterclubs, seit 1951 befindet sich der Falke im Heimatmuseum von Bad Schandau.
Die Existenz der alten Burgwarte war schon Götzinger bekannt gewesen. 1878 war während der damalige Besteigung ein zerbrochenes mittelalterliches Tongefäß entdeckt worden. Bei der Begehung des Turnerwegs im Abstieg nach der Erstbegehung des Schusterwegs entdeckten Oscar Schuster und Martin Klimmer 1892 unter Bewuchs künstliche Stufen, die Teil des Aufstiegs zur Burgwarte gewesen waren. Der Dresdner Architekt und Heimatforscher Oskar Pusch führte 1940 eine größere Untersuchung des Burggeländes am Falkenstein durch. Anhand der Ergebnisse erstellte er eine zeichnerische Rekonstruktion der Burgwarte. Er entdeckte zudem Spuren von Brandschutt, die darauf hinweisen, dass die Burgwarte bei Kampfhandlungen zerstört wurde.
1964 und 1989 fanden jeweils Festwochen zum Jubiläum der klettersportlichen Erstbesteigung statt. 1989 bewältigte dabei eine Seilschaft den Turnerweg unter Verzicht auf heutige Kletterschuhe und Seile mit einer den damaligen Erstbesteigern nachempfundenen Kleidung und Ausrüstung.

## Die Burgwarte
Wie bei den anderen Felsenburgen des Elbsandsteingebirges bestanden die Bauten der Burgwarte aus Holz. Heute noch sichtbar sind daher lediglich in den Fels geschlagene Balkenlager, Falze und Stufen. Sichtbar sind auch noch in den Fels gehauene Rinnen zum Auffangen von Regenwasser. Die Burgwarte befand sich hauptsächlich auf den Felsklippen am Fuß der Nordseite des Falkensteins. Durch Palisaden war dort ein größerer Hof abgegrenzt, von dem steinerne Stufen auf die höheren Teile der Felsklippen führten, wo noch eine in den Fels geschlagene Nische, wahrscheinlich eine Wächterstube, erkennbar ist. Dieser Bereich war durch einen hölzernen Wehrgang gesichert. Oberhalb der Stufen befanden sich in etwa 15 Meter Höhe die Hauptbauten der Burgwarte, direkt an den Fuß der Wände des Falkensteins geschmiegt. Im Verlauf des Turnerwegs führten schließlich Stufen und Leitern zum Gipfel des Falkensteins, auf dem sich wahrscheinlich eine kleine Wachstube als Ausguck befand.
Die Burgwarte besaß keinen Brunnen oder eine Zisterne. Zur Wasserversorgung diente wahrscheinlich das Scheidenbörnel, eine inzwischen weitgehend versiegte Quelle etwas nördlich des Falkensteins. Zudem wurde, erkennbar an noch sichtbaren, aus dem Fels geschlagenen Rillen neben dem Turnerweg, Regenwasser aufgefangen.

## Felsklettern

### Bergsportliche Erschließung

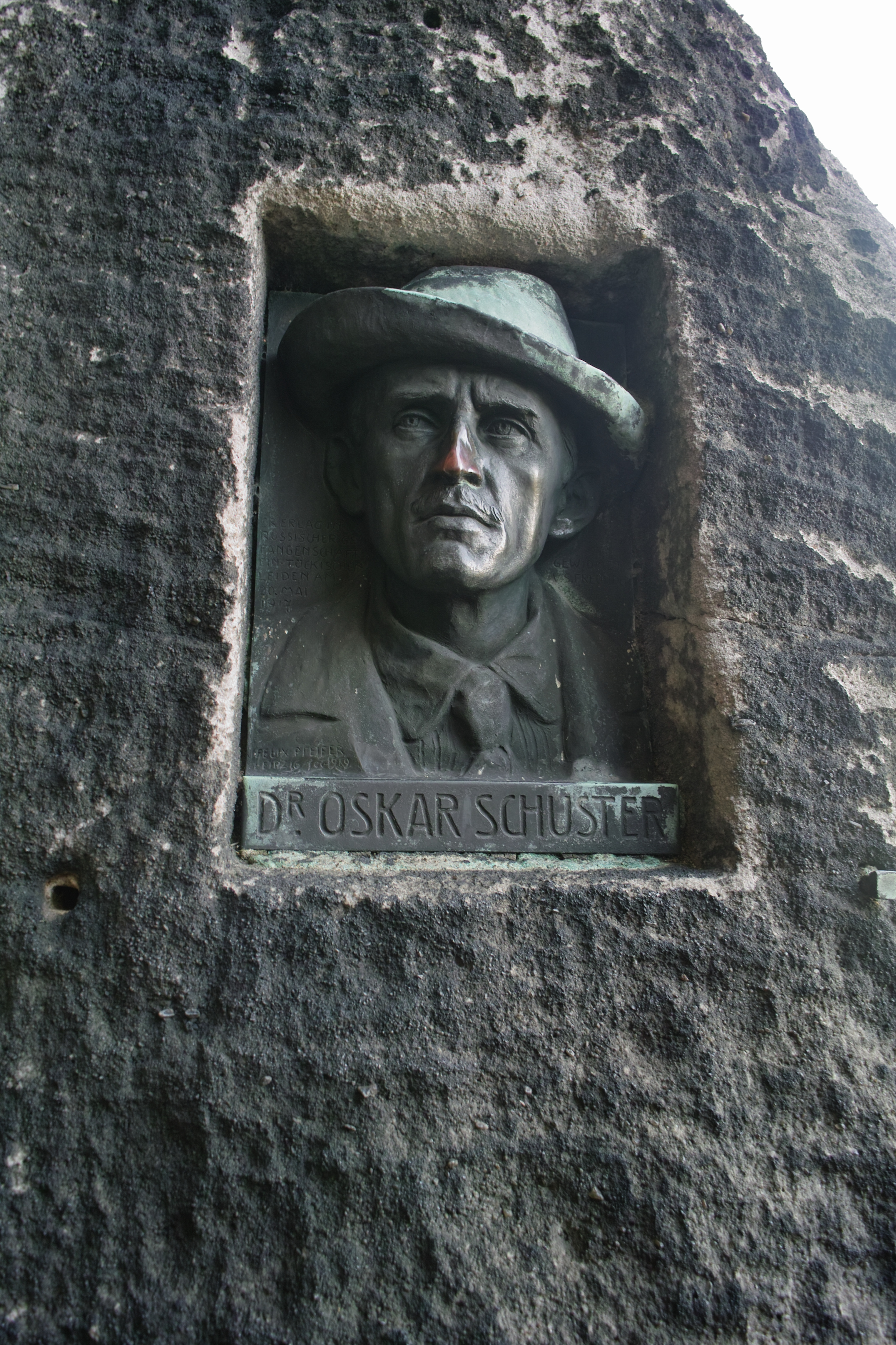
Die seit 1919 im Schusterweg befindliche Schusterplakette

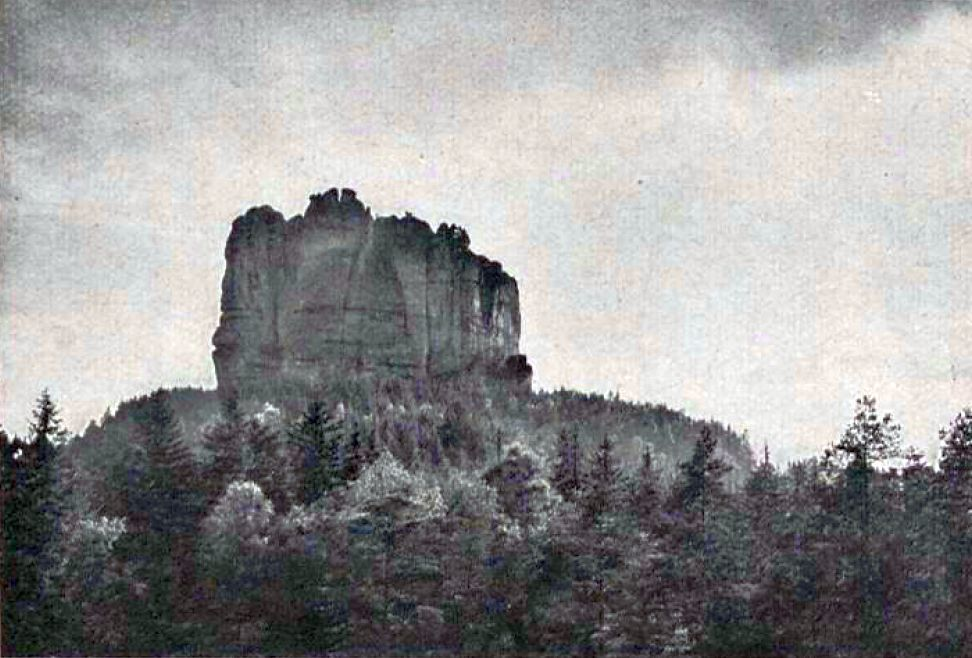
Ansicht um 1914

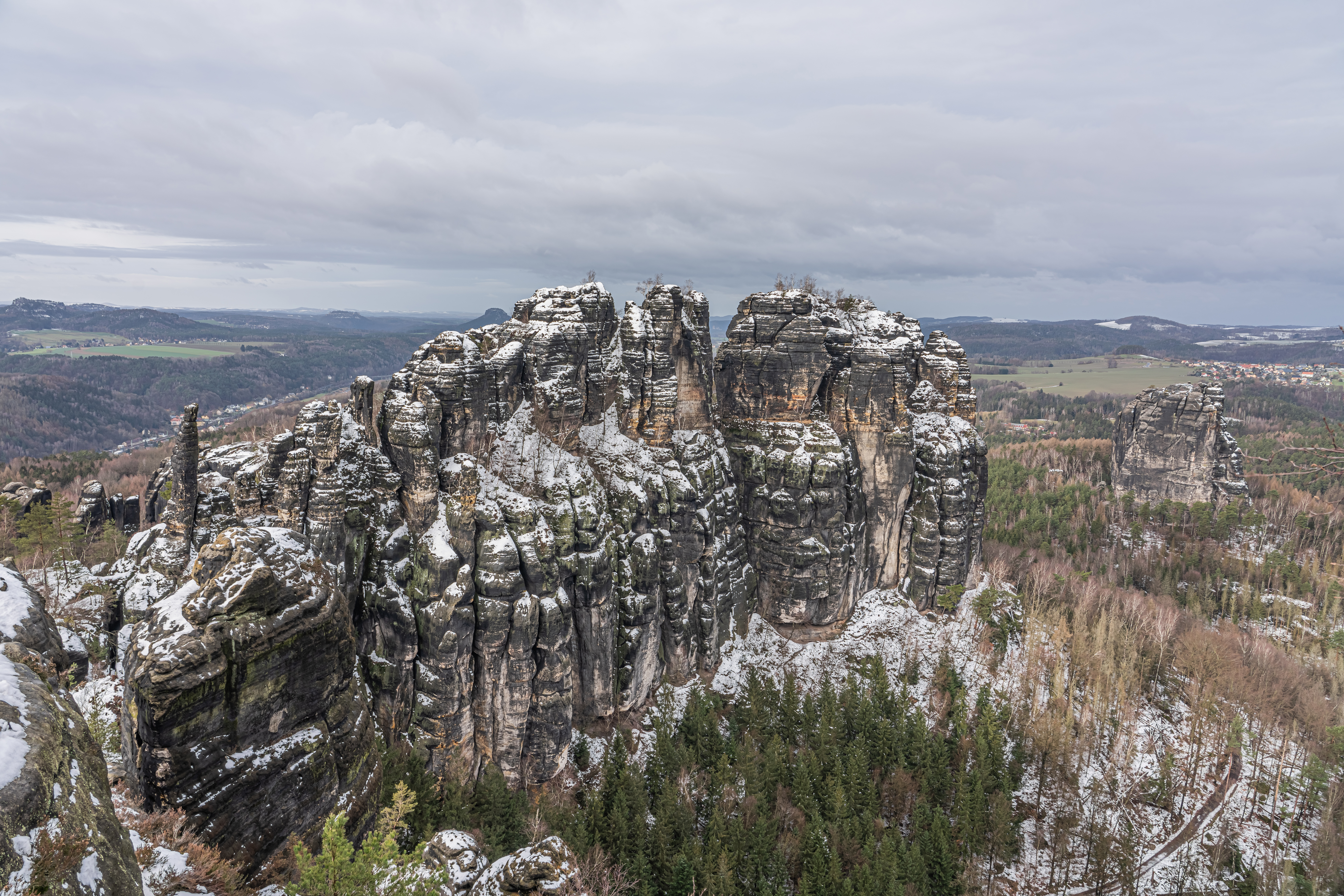
Teile der Schrammsteine mit dem Falkenstein im Hintergrund

Der Gipfel ist nur für geübte Kletterer erreichbar. Mittlerweile führen über hundert verschiedene Kletterrouten ab Schwierigkeitsgrad III auf der sächsischen Schwierigkeitsskala auf den Falkenstein sowie seine Nebengipfel Zinne und Turnernadel. 2001 waren es auf alle drei Gipfel insgesamt 77 Kletterwege und 68 Varianten zu diesen Wegen.
Der Turnerweg als ältester sächsische Kletterweg wurde erstmals 1892 ohne künstliche Hilfsmittel begangen. Im gleichen Jahr begingen Oscar Schuster und Martin Klimmer erstmals den Schusterweg (Schwierigkeitsgrad III), der seitdem der beliebteste und meistbegangene Weg auf den Falkenstein ist. Ab 1894 war in den glatten Rinnen im Mittelteil des Weges ein Drahtseil angebracht, das einige Jahre später durch Eisenklammern ersetzt wurde. Diese Hilfsmittel waren bei den sächsischen Bergsteigern umstritten, 1920 stimmte aber eine Mehrheit der Vertreter des Sächsischen Bergsteigerbunds (SBB) für deren Beibehaltung. 1930 wurden die Klammern durch Unbekannte abgesägt. Die Überreste stellten eine Verletzungsgefahr dar, sie wurden daher bis 1937 durch den SBB beseitigt. Seitdem existieren keine entsprechenden künstlichen Hilfsmittel mehr am Falkenstein. An den Erstbegeher Oscar Schuster erinnert seit 1919 die Schusterplakette, die etwa auf halber Höhe im Schusterweg angebracht ist. Seit einigen Jahrzehnten hat es sich unter den Begehern des Schusterwegs eingebürgert, während der Begehung die Nase der Plakette zu berühren.
Die Begehung des Schusterwegs eröffnete eine rasch folgende Reihe von Erstbegehungen am Falkenstein. Der Entwicklung des Kletterns folgend wurden zunächst diverse Wege durch die hohen Felskamine des Falkensteins begangen, so von Schuster 1896 der Nordostkamin (IV) und 1897, von Schuster gemeinsam mit Erwin Hübner, der Alte Westweg (IV). In der Folge wagten die Kletterer immer mehr den Weg in die freie Wand und die Risse des Falkensteins. Die ersten Risse erstieg Rudolf Fehrmann, zu nennen ist vor allem der Neue Westweg (VIIa), den er am 19. Mai 1907 erfolgreich durchstieg. Zu den heute noch besonders beliebten älteren Risswegen zählt der Hohe Riß (V), 1912 von Max Matthäus erstbegangen. Weitere Risswege der Zeit bis zum Ersten Weltkrieg sind der Eckweg (VIIa) und der Hohe Winkel (VIIb). Der markanteste Rissweg dieser Zeit wurde 1913 von Oliver Perry-Smith zusammen mit den Gebrüdern Fehrmann erstbegangen, der Südriß, der sich fast durchgängig durch die gesamte Südwand des Falkensteins zieht.
In den Jahren nach dem Ersten Weltkrieg gingen die Kletterer immer mehr in die freie Wand. Bis Mitte der 1920er führte dies am Falkenstein zu einigen der damals schwersten und markantesten neuen Wege. Den Weg in die Wand hatte am Falkenstein Emanuel Strubich 1915 mit dem heute nach ihm benannten Strubichweg (VIIb) eingeleitet. 1919 folgte die Kotzwand (VIIa), vom Erstbegeher Willy Kotz ursprünglich Wehlsteinerweg benannt. Am bedeutendsten für diese Zeit hinsichtlich Schwierigkeit und Ausgesetztheit ist wohl die Westkante (VIIc), 1920 von Otto Dietrich erstbegangen. Bekannt ist auch der 1922 begangene Illmerweg (VIIc) von Paul Illmer, vor allem durch den unter Kletterern als „Briefkasten“ bekannten Vorsprung mit Überhang. Bergsportlich umstritten war der Renger-Gedächtnisweg (VIIc, ohne Unterstützung VIIIb), bei dessen erster Begehung sich einer der „Bauleute“ am Sicherungsring festhielt. Die erste klettersportlich einwandfreie Begehung fiel daher der nachfolgenden Seilschaft zu.
In den 1930er Jahren gab es nur noch relativ wenige Erstbegehungen am Falkenstein. Nachdem Willy Häntzschel 1933 den Häntzschelweg (VIIb) durchstiegen hatte, ging ein Beobachter davon aus, dass damit am Falkenstein keine klettersportlich regelgerecht einwandfrei lösbare Probleme verblieben waren.
Erst nach dem Zweiten Weltkrieg setzte ab 1948 eine neue Erschließungsphase ein. Herausragend war der Westgrat (VIIIb), mit dem Dietrich Hasse nach Herbert Wünsches 1948 absolvierten Wünschequergang ebenfalls den VIII. Schwierigkeitsgrad erreichte. Von 1948 bis 1970 gab es insgesamt 19 Erstbegehungen, zu den neuen Wegen zählten Lothar Brandlers Südwand (VIIIb) aus dem Jahr 1954 und die Direkte Westkante (VIIIb) von Wulf Scheffler aus dem Jahr 1956.
Eine neue Steigerung der Schwierigkeiten setzte nach einer Stagnation in den 1960er Jahren erst mit Bernd Arnold ein, der ab Ende dieses Jahrzehnts für fast zwanzig Jahre die schwersten Erstbegehungen in der Sächsischen Schweiz für sich verbuchen konnte. Am Falkenstein erschloss er bis 1984 fast jedes Jahr einen oder mehrere neue Wege bis hin zum X. Grad. Als die bedeutendsten Touren Arnolds werden Über den Drachenrücken (VIIIc) aus dem Jahr 1978, die Buntschillernde Seifenblase (IXb) von 1981, der 1982 folgende Westpfeiler (IXc), Vakuum (Xa) von 1983 und der Stern des Südens (IXb) aus dem Jahr 1984 eingeschätzt. Arnold dokumentierte in seinen Wegenamen anders als frühere Kletterer teilweise seine Stimmungen und Eindrücke. So war kurz vor der Buntschillernden Seifenblase ein geplanter Besuch in den USA an den DDR-Behörden gescheitert. Insgesamt absolvierte Arnold am Falkenstein zwölf neue Wege und zwölf neue Varianten bereits vorhandener Kletterrouten. In den niedrigeren Schwierigkeitsgraden kamen durch Erstbegehungen anderer Kletterer unter anderem 1979 bzw. 1986 die Reginawand und die Schönwetterwand (beide VIIc) hinzu, die sich seither als beliebte Routen mit hohen Begehungszahlen erwiesen haben.
In den 1990er Jahren wurden vor allem kurze, aber schwere Varianten erstbegangen, so etwa Känguruh (RP Xa) von Thomas Willenberg 1993 als Einstiegsvariante zur Fremdenführe oder der Intergalaktische Ausstieg (IXb, RP IXc) von Uwe Richter 1995 als Ausstiegsvariante zum Stern des Südens. Die schwerste dieser Varianten ist wohl No cheating stone please (RP XIIb) von Thomas Willenberg. Einer der letzten langen selbständigen Wege stammt ebenfalls von Willenberg, der Naturfreundeweg (Xc, RP XIa), 1999 erstbegangen.

### Nebengipfel
Ab 1965 wurde die Zinne, ein nördlicher Felspfeiler am Falkenstein, der früher auch als Kleine Zinne bezeichnet worden war, als eigenständiger Klettergipfel in den Kletterführern geführt. Sie war bereits 1899 erstmals vom Turnerweg aus über den heutigen Alten Weg (IV) bestiegen worden. Bekannt ist das von Rudolf Fehrmann entdeckte Mauseloch (III), dessen Felstunnel nur für sehr schlanke Kletterer zu bewältigen ist. An der Zinne finden sich ebenfalls eine Reihe schwerer Wege aus den verschiedenen Erschließungsepochen, darunter Wege von Ehrhardt Renger, Willy Häntzschel, Dietrich Hasse und Bernd Arnold. Schwerster Aufstieg ist derzeit das Skandinavische Training (IXb), 1991 von Thomas Kubisch und Jürgen Höfer erstbegangen.
Zwischen Zinne und dem eigentlichen Massiv des Falkensteins liegt versteckt die Turnernadel. Sie wurde bereits vor 1923 über den heutigen Alten Weg (V) erstbestiegen, der Name des Erstbesteigers ist nicht bekannt. Seither sind lediglich zwei weitere Kletterwege hinzugekommen, 1982 ein Sprung (3/VI) vom Falkenstein und 1985 ein Anstieg, ausgehend von den künstlichen Stufen im Turnerweg, vom Erstbegeher Bernd Zimmermann daher Schauturnen benannt (Schwierigkeit VIIc). Aufgrund der Ausgesetztheit der Turnernadel wird sie nur selten bestiegen.

### Statistik
Die Gipfelbücher des Falkensteins sind nicht vollständig in den Archiven des Sächsischen Bergsteigerbundes erhalten, das älteste stammt aus dem Jahr 1918. Sowohl von 1929 bis 1934 wie auch von 1952 bis 1967 fehlen die Bücher. Aus den vorhandenen Exemplaren sowie früheren Auswertungen lässt sich dennoch ersehen, dass der Falkenstein zu den beliebtesten Klettergipfeln der Sächsischen Schweiz zählt. Waren es 1900 noch lediglich 38 Seilschaften mit 106 Teilnehmern, so waren die Zahlen 1920 mit 714 Seilschaften und 1415 Kletterern weit über das Zehnfache gestiegen. Kriegsbedingt sanken die Zahlen 1940 auf 538 Seilschaften und 979 Bergsteiger, um dann ab den 1950er Jahren kontinuierlich anzusteigen. 1990 trugen sich 1491 Seilschaften mit 3445 Teilnehmern in das Gipfelbuch des Falkensteins ein. Zehn Jahre später waren die Zahlen mit 3064 Kletterern in 1362 Seilschaften leicht rückläufig.
Der Schusterweg ist seit seiner Erstbegehung mit Abstand der beliebteste Weg auf den Falkenstein. In fast allen Jahren nach dem Ende des im Ersten Weltkrieg erlassenen Kletterverbots in der Sächsischen Schweiz lagen seine Begehungszahlen weit im dreistelligen Bereich, 1990 war mit 739 Begehungen der Spitzenwert erreicht. Mit großem Abstand folgt der Südriß, der im gleichen Jahr 90 Begehungen hatte. Ebenfalls häufiger begangen werden Turnerweg und Hoher Riß.